# Mimivirus
Mimivirus je rod virů s dvouvláknovou DNA, výjimečný svými rozměry (průměr dvacetistěnné kapsidy 400 nm, celkově až 800nm) i výjimečně velkým genomem (1 181 404 párů bází). Je znám jediný druh – Acanthamoeba polyphaga mimivirus (APMV). Virus byl nalezen v měňavkovci Acanthamoeba polyphaga a pro svou velikost byl zprvu považován za bakterii.
Mimivirus patří do skupiny tzv. jaderně-cytoplazmatických virů s velkou DNA označované NCLDV (z anglického nucleocytoplasmic large DNA viruses). Ta je někdy považována za novou, čtvrtou doménu živých organismů. Právě velký genom virů rodu mimivirus jako typických zástupců skupiny umožnil provést molekulárně biologické srovnání s ostatními doménami, poskytující indicie pro fylogenetické vyčlenění této domény. Existence nové domény je zatím přijímána skepticky.
Do příbuznosti mimiviru je řazen i rekordman ve velikosti virů z r. 2011 – Megavirus chilensis. Jeho genom je ještě o 6,5 % větší než genom mimiviru – obsahuje 1 259 197 párů bází.
V roce 2013 pak rekord převzaly pandoraviry, pravděpodobně také z příbuznosti mimiviru – konkrétně Pandoravirus salinus obsahuje 2,47 milionů párů bází a s velikostí 1 mikrometr je dokonce viditelný optickým mikroskopem. V roce 2014 pozici rekordmana převzal ještě o polovinu větší pithovirus.